# Vicente Jimeno y Carra
Vicente Jimeno y Carra (Madrid, 18 de enero de 1796 - 9 de noviembre de 1857) fue un pintor español.

## Biografía

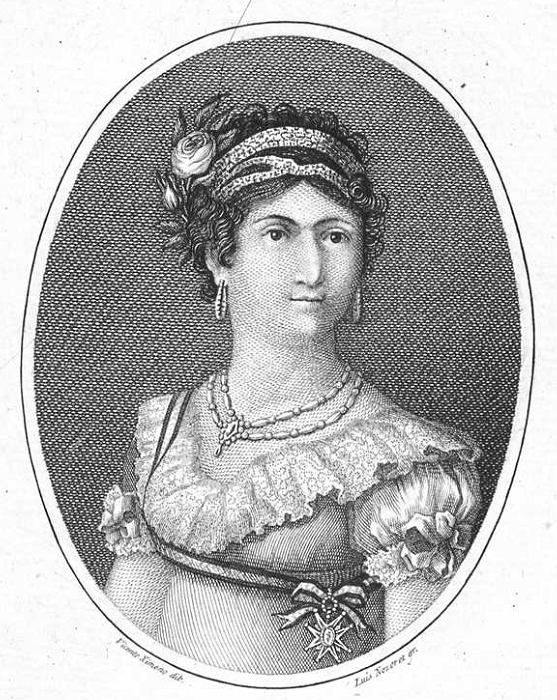
María Francisca de Braganza, dibujo de Vicente Jimeno, grabado de Luis Fernández Noseret.

Nacido en Madrid en 1796, era hijo del pintor y grabador José Antonio Gimeno y Carrera y de María Carra, que se quedó pronto viuda. Fue hermano de Laureano Gimeno Carra, un grabador. Se interesó por la pintura bajo la dirección en primera instancia de Maella y más tarde de Vicente López. Fue alumno de la Academia de San Fernando, donde obtuvo primeros premios y el 31 de mayo de 1819 una pensión para seguir en Roma sus estudios. Sin embargo dejó de ingresar pronto la pensión, a causa de las revueltas políticas en España, lo que hizo que tuviera que buscarse la vida en Italia. Se le rehabilitó la pensión el 1 de enero de 1825, realizaría poco después un cuadro de Edipo. Su obra por excelencia según Manuel Ossorio y Bernard fue un cuadro con figuras del tamaño natural, que quedó sin terminar por su regreso a España, representaba La vuelta de la caza, con una Diana que, arrodillada ante su anciano padre, presentaba el fruto de su destreza. Este cuadro lo repitió, si bien en pequeño tamaño y sin estudios, entre otros que hizo para el conde de Tepa. Volvió de Roma en septiembre de 1836 y emprendió por encargo del conde de Isla Fernández el cuadro que representa La última resolución numantina, en cuyo centro se representa a unos sacerdotes arrojando al fuego las alhajas y utensilios de valor que les allegaban los ciudadanos. Esta obra, de 1842, tuvo al parecer una pésima recepción por parte de la crítica.
También ejecutó El descanso en Egipto, Homero contando su vida, Dos asuntos de la Ilíada para el conde de Tepa, Bacantes guardando el sueño de Venis para el conde de Isla, Una Trinidad, Un asunto heroico que fue adquirido en 1838 por la regente María Cristina de Borbón, La resurrección del hijo de la viuda para la duquesa de Montpensier, La Concepción, San Rafael conduciendo a Tobías, los retratos de los condes de Tepa y de Isla, del marqués del Arco y otros muchos. Como dibujante, realizó las láminas del poema Pelayo, las de La Ilíada, al contorno, que grabó al aguafuerte y algunas más de orlas y documentos de crédito. Como pintor al temple realizó uno de los techos de la casa del conde de Isla, que representaba a La virtud en medio de la liberalidad y la avaricia.
El 19 de septiembre de 1836 fue nombrado pintor de cámara del Carlos II de Parma. Fue individuo de mérito de la Academia de San Fernando a partir del 18 de marzo de 1838 y académico de número a partir del 15 de diciembre de 1847. Fue profesor en la Academia de Nobles Artes de San Fernando, y más tarde de la Escuela Superior de pintura, cuando fueron agregados estos estudios a la Universidad Central. En octubre de 1857 se convirtió en profesor de anatomía en los estudios elementales de dibujo de la Escuela Superior de Bellas Artes.
También se dedicó a restauraciones, adornos para cincelado y lecciones de dibujo. Agobiado por la pobreza, vivió con su familia, pero después de perder en el término de un año a dos de sus hijos, esta circunstancia le afectó de tal manera que terminó sufriendo un reblandecimiento cerebral, falleciendo el 9 de noviembre de 1857.